# آلیس راهون
آلیس راهون (انگلیسی: Alice Rahon; ۸ ژوئن ۱۹۰۴ – ۱۹۸۷ (۸۲−۸۳ سال)) نقاش، شاعر، و نویسنده اهل فرانسه بود.